# Organisation sportive allemande pour la jeunesse
 (décembre 2015).
Si vous disposez d'ouvrages ou d'articles de référence ou si vous connaissez des sites web de qualité traitant du thème abordé ici, merci de compléter l'article en donnant les références utiles à sa vérifiabilité et en les liant à la section « Notes et références ».
Pour les articles homonymes, voir DSJ.
L’Organisation sportive allemande pour la jeunesse (allemand : Deutsche Sportjugend ou DSJ) est une initiative de la Confédération olympique et sportive allemande (Deutscher Olympischer Sportbund ou DOSB). Elle se dit le plus grand organisme sportif indépendant d’Allemagne pour le bien-être de la jeunesse.
La DSJ compte plus de 9,8 millions d’enfants, adolescents et jeunes adultes membres, jusqu’à l’âge de 27 ans. Ils font partie de plus de 90 000 clubs sportifs, répartis en 16 associations sportives régionales pour la jeunesse, 54 associations des confédérations pour la jeunesse et 10 associations des fédérations sportives pour la jeunesse investies de missions spécifiques.

## Historique
Afin d’être financée par le Plan fédéral pour l’enfance et la jeunesse, la DSJ se constitue en organisation indépendante en 1950. Elle est fondée en mai de la même année à Sudelfeld (Schliersee), près de Bayrischzell, où s’est tenue la célébration des 50 ans de l’organisation. Elle se veut la « bonne conscience du sport ».

## Organisation
La DSJ est l’organisme de la Deutscher Olympischen Sportbund (Confédération olympique et sportive allemande, DOSB) chargé de toutes les actions touchant l’enfance et la jeunesse, comme définies par la loi allemande. Élu lors de l’assemblée générale de la DSJ, le président devient alors également membre de la présidence de la DOSB. L’assemblée générale, le plus haut comité de la DSJ, rassemble les délégués des trois piliers suivants : 
- associations des confédérations sportives pour la jeunesse (associations professionnelles)
- associations sportives régionales pour la jeunesse
- associations sportives pour la jeunesse investies de missions spécifiques

### Conseil d'administration
Le conseil d’administration est élu tous les deux ans à l'occasion de l’assemblée générale. Il veille à ce que les trois piliers de l’organisation soient représentés dans la composition de ses membres. Composition du conseil d’administration pour la période 2022-2024 :
- Stefan Raid, Fédération allemande de basket-ball (président)
- Benny Folkmann, Association allemande de football (co-président)
- Kirsten Hasenpusch, Association de sport automobile (trésorier)
- Katrin Bunkus, Association sportive de Berlin pour la jeunesse
- Carolin Giffhorn, Association sportive de Basse-Saxe pour la jeunesse
- Julian Lagemann, Association sportive de Rhénanie-du-Nord-Westphalie pour la jeunesse
- Luca Wernert, Special Olympics
- Leon Ries (secrétaire général)

### International
La DSJ a pour objectif de participer à une prise de conscience au niveau international, grâce à un travail éducatif et des programmes d'échanges entre jeunes. Elle fait partie de l'ENGSO Jeunes et travaille en collaboration étroite avec de nombreuses organisations, telles que l'OFAJ. Il convient également de noter l'existence du Programme d'échanges germano-japonais. Elle est enfin un des trois piliers du Comité national allemand pour la jeunesse internationale (Deutsches Nationalkomitee für Internationale Jugendarbeit ou DNK), avec l'Organisation de jeunesse politique (Ring politischer Jugend) et l'Organisation fédérale allemande pour la jeunesse (Deutscher Bundesjugendring).

## Activités
Une des manifestations majeures de l'organisation est le rassemblement de la DSJ pour la jeunesse, anciennes "rencontres de la jeunesse", qui se veut être une vitrine du travail associatif des organisations membres pour l'enfance et la jeunesse dans le milieu sportif. Cette manifestation doit être à la fois la présentation publique et le lobby du sport, ainsi que représenter la diversité des sports pour enfants et adolescents. Le rassemblement de la DSJ pour la jeunesse a eu lieu en 2011 à Burghausen, sous le slogan "Move your Body, stretch your Mind".

## Membres
Les trois différents groupes de membres de la DSJ sont désignés sous le nom de piliers.

### Confédérations
La DSJ compte 54 sections jeunes des confédérations allemandes de sport :
- l'association allemande de football américain
- l'association allemande de box amateur pour la jeunesse
- l'association allemande de badminton pour la jeunesse
- l'association allemande de baseball et de softball pour la jeunesse
- la fédération allemande de basketball pour la jeunesse du DBB
- l'association allemande de handisport pour la jeunesse (DBSJ)
- l'association allemande de billard pour la jeunesse (DBJ) du DBU
- l'association allemande de luge pour la jeunesse (DBuRJ) du DBSV
- l'association allemande de boccia pour la jeunesse (DBJ)
- l'association allemande de fléchettes
- l'association allemande de patinage de vitesse
- l'association allemande d'escrime pour la jeunesse du DFB
- l'association sportive allemande des jeunes sourds du DGSV
- l'association allemande d'haltérophilie pour la jeunesse du BVDG
- l'association allemande de handball pour la jeunesse du DHB
- l'association allemande de hockey pour la jeunesse du DHB
- l'association allemande de judo pour la jeunesse
- l'association allemande d'athlétisme pour la jeunesse du DLV
- l'association allemande des sports aériens pour la jeunesse du DAeC
- l'association allemande de mini-golf pour la jeunesse
- l'association allemande des sports mécaniques pour la jeunesse (DMSJ)
- l'association allemande de bateaux à moteur pour la jeunesse
- l'association allemande de cyclisme pour la jeunesse (RSJ) du BDR
- l'association allemande de sports hippiques pour la jeunesse (FN)
- l'association allemande de roller pour la jeunesse
- l'association allemande de rugby pour la jeunesse (DRJ) du DRV
- l'association allemande d'échecs pour la jeunesse (DSJ)
- l'association allemande de tir pour la jeunesse (DSchJ)
- l'association allemande de natation pour la jeunesse (dsv-jugend)
- l'association allemande de voile pour la jeunesse
- l'association allemande de ski pour la jeunesse du DSV
- l'association allemande de pêche pour la jeunesse
- l'association allemande de plongée pour la jeunesse
- l'association allemande de taekwondo pour la jeunesse (du DTU)
- l'association allemande de danse sportive pour la jeunesse (DTSJ) du DTV
- l'association allemande de tennis pour la jeunesse
- l'association allemande de tennis de table pour la jeunesse (DTTB)
- l'association allemande de triathlon
- l'association allemande de gymnastique pour la jeunesse du DTB
- l'association allemande de volleyball pour la jeunesse
- l'association allemande de curling pour la jeunesse
- l'association allemande de hockey sur glace pour la jeunesse
- la fédération allemande de football (DFB)
- l'association allemande de golf (DGV)
- l'association allemande de jujitsu
- l'association allemande de canoë
- l'association allemande de karaté
- l'association allemande de bowling pour la jeunesse du DKB
- l'association allemande de sports de force sur gazon et de tir à la corde
- la fédération allemande de lutte
- l'association allemande de véloski (DSBV)
- la fédération allemande de sports acrobatiques (DSAB)
- l'association allemande de squash (DSQV)
- l'association allemande de pentathlon moderne (DVMF)
- l'association allemande de ski nautique et de wakeboard

### Associations sportives régionales pour la jeunesse
Voici les 16 organisations transversales de chaque Land, composées elles-mêmes d'associations régionales professionnelles et de cercles sportifs. Seules les associations sportives régionales pour la jeunesse résultant d'une fusion d'associations sportives pour la jeunesse de plusieurs régions font exception, telles que celle du Bade-Wurtemberg :
- l'association sportive du Bade-Wurtemberg pour la jeunesse (association de Wurtemberg + association du sud de Bade + association du nord de Bade)
- l'association sportive de Bavière pour la jeunesse (BSJ) du BLSV
- l'association sportive de Berlin pour la jeunesse
- l'association sportive de Brandebourg pour la jeunesse
- l'association sportive de Brème pour la jeunesse
- l'association sportive de Hambourg pour la jeunesse
- l'association sportive de la Hesse pour la jeunesse
- l'association sportive du Mecklenbourg-Poméranie-Occidentale pour la jeunesse
- l'association sportive de Basse-Saxe pour la jeunesse
- l'association sportive de Rhénanie-du-Nord-Westphalie pour la jeunesse
- l'association sportive de Rhénanie-Palatinat pour la jeunesse (SJ Pfalz + SJ Rheinland + SJ Rheinhessen)
- l'association sportive de Sarre pour la jeunesse
- l'association sportive de Saxe pour la jeunesse
- l'association sportive de Saxe-Anhalt pour la jeunesse
- l'association sportive de Schleswig-Holstein pour la jeunesse
- l'association sportive de Thuringe pour la jeunesse

### Associations investies de missions spécifiques
Les associations pour la jeunesse, dont le sport n'est pas l'objectif premier mais s'inscrit parfaitement dans leurs principes, sont gérées en tant qu'associations investies de missions spécifiques : 
- l'union allemande de sport universitaire
- la CVJM-Gesamtverband (CVJM – Sport), l'association allemande pour la jeunesse chrétienne
- la FKK-Jugend, association pour la jeunesse du DFK
- l'association pour la jeunesse de la fédération sportive catholique allemande (DJK)
- l'association allemande Kneipp pour la jeunesse
- la fédération allemande d'aïkido
- l'association allemande de sport d'entreprise (DBSV)
- l'association allemande de maccabi
- l'association sportive allemande ferroviaire
- l'association olympique allemande pour la jeunesse (DOG)